# Anna Baryshnikov
Anna Katerina Baryshnikov, född 22 maj 1992, är en amerikansk skådespelare. Hon är bland annat känd för sin genombrottsroll som Sandy i Manchester by the Sea (2016).

## Biografi
Anna Baryshnikov växte upp i Palisades i New York. Hon är dotter till balettdansaren och skådespelaren Mikhail Baryshnikov och balettdansösen Lisa Rinehart. Själv dansade hon också balett som liten men övergick till att spela teater. Redan som sexåring var hon med i en uppsättning av En midsommarnattsdröm.
När hon utexaminerades från Northwestern University 2014, fick hon en roll i HBO-serien Doll & Em. Men det var först med Manchester by the Sea (2016), där hon spelade mot Casey Affleck och Michelle Williams, som hon slog igenom brett. Både filmen och hon blev hyllade.
Året efter syntes hon i TV-serien Superior Donuts och 2018 fick hon rollen som Lavinia Norcross Dickinson i en storsatsning från Apple+ som hette Dickinson.

## Filmografi (i urval)

### Film
| År   | Titel                    | Roll           |
| ---- | ------------------------ | -------------- |
| 2016 | Weiner-Dog               | Tara           |
| 2016 | Manchester by the Sea    | Sandy          |
| 2018 | The Kindergarten Teacher | Meghan         |
| 2021 | Payback                  | Judi Markovich |
| 2024 | Love Lies Bleeding       | Daisy          |

### TV
| År        | Titel                  | Roll              | Notering                                   |
| --------- | ---------------------- | ----------------- | ------------------------------------------ |
| 2015      | The Mysteries of Laura | Tracy Dunn        | Avsnitt: "The Mystery of the Deemed Dealer |
| 2015      | Doll & Em              | Journalist        | Avsnitt: "#2.5"                            |
| 2015      | Blue Bloods            | Jenny Strong      | Avsnitt: "With Friends Like This"          |
| 2016      | Model Woman            | Jill Weitz        | Avsnitt: "Pilot"                           |
| 2016      | Good Girls Revolt      | Kathy             | 3 avsnitt                                  |
| 2017      | Superior Donuts        | Maya              |                                            |
| 2019-2021 | Dickinson              | Lavinia Dickinson |                                            |
| 2021      | Prodigal Son           | Rachel            | Avsnitt: "Bad Manners"                     |